# 2008 à Cuba
Cet article présente les faits marquants de l'année 2008 à Cuba.

## Évènements

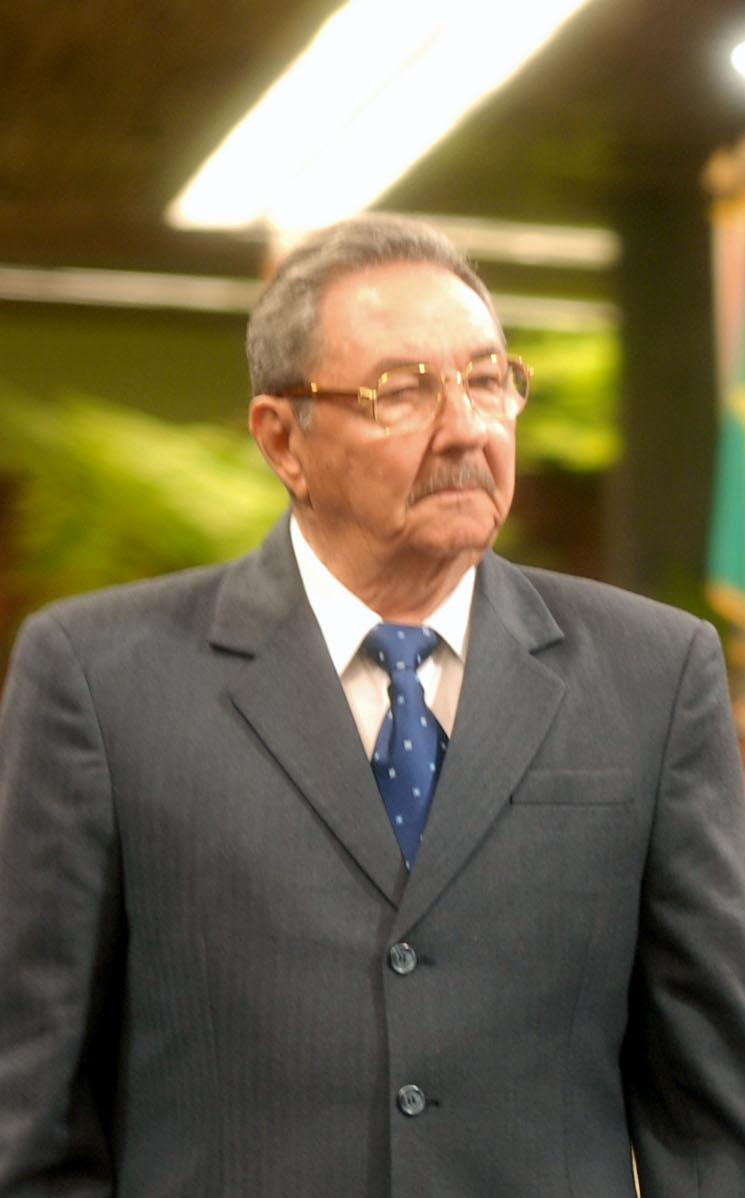
Raul Castro, début 2008

- Mardi 15 janvier 2008 : Élections législatives.

- Vendredi 15 février 2008 : Le gouvernement cubain annonce la libération de sept prisonniers politiques arrêtés avec 59 autres en mars 2003 sur ordre de Fidel Castro et détenus depuis sans jugement.

- Mardi 19 février 2008 : Du fait de sa longue maladie, déclarée dix-mois auparavant, le dictateur Fidel Castro annonce son retrait définitif de la présidence cubaine.

- Dimanche 24 février 2008 : Raúl Castro qui assurait l'intérim de la présidence depuis 2006 est nommé officiellement président par l'Assemblée nationale.

- En un mois depuis le samedi 15 mars 2008, une série de mesures a permis aux cubains d'acquérir, des ordinateurs, des téléviseurs à écran large, des magnétoscopes, des DVD, des fours à micro-ondes et désormais des téléphones mobiles et le 6 avril, le nouveau président Raúl Castro lève la loi de 1966 qui interdisait aux Cubains de loger dans les hôtels réservés aux touristes étrangers. De fait, selon les spécialistes et les blogueurs, le gouvernement ne fait que légaliser une partie de l'économie souterraine qu'il ne pouvait plus contrôler. Prochaines mesures attendues : les antennes paraboliques, les navigateurs GPS, les toasters et les climatiseurs. Une autre mesure sociale très attendue est la fin du salaire unique et l'établissement d'un salaire différencié selon les professions.

- Lundi 19 mai 2008 : Le gouvernement accuse les États-Unis de financer les opposants cubains, par l'entremise de la mission diplomatique et leur fournirait des matériels. Une partie des sommes seraient fournies par Santiago Alvarez que le gouvernement cubain accuse d'être un trafiquant d'armes et Marta Beatriz Roque, une des principales représentantes de l'opposition cubain installée en Floride. Les opposants rétorquent que l'aide reçue est « totalement et complètement légale », le gouvernement cubain les empêchent de travailler, « la seule façon de subvenir à [leurs] besoins, c'est l'aide des compatriotes en exil », de plus, Fidel Castro pour faire sa révolution « a reçu de l'argent […] des armes […] et d'énormes quantités de choses des gouvernements, des personnes » étrangers.

- Mardi 10 juin 2008 : Le gouvernement de Raúl Castro, poursuivant les mesures d'assouplissement social, décrète la fin de l'« égalitarisme » avec la suppression du plafond salarial (« le travailleur gagnera ce qu'il est capable de produire » et il ne faut « pas avoir peur des hauts salaires »).

- Mardi 17 juin 2008 : Le président vénézuélien Hugo Chávez rend visite Fidel Castro pour une  rencontre « animée et chaleureuse ». Ils se sont rencontrés trois heures mardi et deux heures mercredi. Fidel Castro apparaît pour la première fois à la télévision depuis janvier.

- Vendredi 27 juin 2008 : L'ancien président cubain Fidel Castro, exprime son « mépris » à l'UE et dénonce son « énorme hypocrisie » dans sa décision récente de lever les sanctions contre son pays. Depuis le début du mois, Fidel Castro multiplie les rencontres et les interventions politiques.

- Dimanche 9 novembre 2008 : L'ouragan Paloma frappe l'île provoquant l'évacuation plus de 500 000 personnes se trouvant dans les zones inondables des provinces de Camaguey, de Las Tunas et des ilôts de Ciego de Avila. Les dégâts sont limités et la puissance des vents considérablement ralentie (catégorie 2 de l'échelle Saffir-Simpson).

- Jeudi 27 novembre 2008 : Dmitri Medvedev est reçu pendant plus d'une heure par Fidel Castro. Selon l'agence russe Ria Novosti, ils « ont analysé divers aspects du développement de la coopération russo-cubaine et des questions de politique internationale ».

- Vendredi 19 décembre 2008 : Un destroyer russe est en escale pour 4 jours dans le port de La Havane; une première depuis la chute de l'URSS en 1991 qui était le principal allié de Fidel Castro.